# Pescara Nuoto e Pallanuoto
Il Pescara Nuoto e Pallanuoto nota come Pescara è una società sportiva italiana di pallanuoto.

## Storia
Fondata nel 2012, a livello maschile vanta come massima categoria conquistata la Serie A2. La formazione femminile, invece, nel 2016 sale in Serie A1, salvo tornare immediatamente in cadetteria nella stagione successiva.

## Rosa 2018-2019
| N° |                   | Ruolo | Giocatore             |
| -- | ----------------- | ----- | --------------------- |
|    | Italia (bandiera) | P     | Maria Maiorino        |
|    | Italia (bandiera) | P     | Beatrice Travaglini   |
|    | Italia (bandiera) | D     | Cristina Di Berardino |
|    | Italia (bandiera) | D     | Vanessa Perna         |

| N° |                   | Ruolo | Giocatore         |
| -- | ----------------- | ----- | ----------------- |
|    | Italia (bandiera) | D     | Veronica Perna    |
|    | Italia (bandiera) | A     | Priscilla Vidonis |
|    | Italia (bandiera) | A     | Danila Giordano   |

| Allenatore: | Sergey Maksimov |